# آساگو
آساگو (به ایتالیایی: Assago) یک کومونه در ایتالیا است که در استان میلان واقع شده‌است.

## خصوصیات
آساگو ۸ کیلومترمربع مساحت و ۷٬۷۸۰ نفر جمعیت دارد و ۱۱۰ متر بالاتر از سطح دریا واقع شده‌است.